# Conicofrontia diamesa
Conicofrontia diamesa är en fjärilsart som beskrevs av George Francis Hampson 1920. Conicofrontia diamesa ingår i släktet Conicofrontia och familjen nattflyn. Inga underarter finns listade i Catalogue of Life.